# Styloctetor
Styloctetor es un género de arañas araneomorfas de la familia Linyphiidae. Se encuentra en la zona holártica.

## Lista de especies
Según The World Spider Catalog 12.0:
- Styloctetor austerus (L. Koch, 1884)
- Styloctetor lehtineni Marusik & Tanasevitch, 1998
- Styloctetor logunovi (Eskov & Marusik, 1994)
- Styloctetor okhotensis (Eskov, 1993)
- Styloctetor purpurescens (Keyserling, 1886)
- Styloctetor romanus (O. Pickard-Cambridge, 1872)
- Styloctetor stativus (Simon, 1881)
- Styloctetor tuvinensis Marusik & Tanasevitch, 1998